# Jean-Jacques Garnier (historien)
Pour les articles homonymes, voir Jean-Jacques Garnier et Garnier.
Jean-Jacques Garnier, né à Gorron (Mayenne) le 18 mars 1729 et mort à Bougival (Seine-et-Oise) le 21 février 1805, est un historien et historiographe français.

## Biographie
Fils de Guillaume Garnier, sieur du Grappay, et de Marie-Madeleine Galesne, il est l'ainé de six enfants. Après avoir été élève au collège de Mayenne, il se rend à pied à Paris, à l'âge d'environ dix-huit ans, dans l'espoir de trouver une place et de ne plus être à la charge de ses parents.
En 1749, muni d'un certificat attestant qu'il avait étudié la philosophie, il se présente au collège du Mans, où il rejoint ses compatriotes Pierre Seigneur et Jean Georget. Il poursuit ses études jusqu'en 1754, ayant entretemps pris la tonsure. Il apprend le grec, l'hébreu, le syriaque et les lettres modernes.
En 1760, il est nommé professeur d'hébreu au Collège royal, où il est ensuite inspecteur en 1768. Aidé par l'astronome Lalande, il contribue à redonner tout son lustre à cet établissement. Après avoir obtenu un prix proposé par l'Académie royale des inscriptions et belles-lettres sur la question consistant à examiner « ce qui est resté en France, sous la première race de nos rois, de la forme du gouvernement qui subsistait dans les Gaules sous la domination romaine », il est admis à l'Académie en 1761. Il y contribue de nombreux mémoires : sur les paradoxes philosophiques chez les anciens, sur les lois militaires des Grecs, sur la philosophie de Platon, sur la vie et les ouvrages d'Épictète.
En 1771, il est nommé historiographe de France et, en 1788, il participe à la seconde Assemblée des notables à Versailles. Lorsqu'en 1792 on vient lui annoncer qu'il lui faut prêter serment à la nouvelle constitution, il ne balance pas entre ses principes et ses intérêts, et sort du Collège royal aussi pauvre qu'il y était entré. Il meurt quelques années après, au château de la Chaussée, à Bougival, à l'âge de 75 ans.
Auteur de deux ouvrages intitulés L'Homme de lettres et De l'Éducation civile où il s'est dépeint lui-même, Jean-Jacques Garnier se fit surtout connaître pour avoir été l'un des continuateurs de l'Histoire de France commencée par Paul François Velly en 1755. Garnier en rédigea la partie comprise entre la moitié du règne de Louis XI et la moitié du règne de Charles IX.

## Publications
- Le Commerce remis a sa place, réponse d'un pédant de collége aux novateurs politiques, adressée à l'auteur de la Lettre à M. F, 1756
- Le Bâtard légitimé, ou le Triomphe du comique larmoyant, avec un examen du Fils naturel, 1757
- L'Homme de lettres, 1764 Texte en ligne
- De l'Éducation civile, 1765 Texte en ligne
- Traité de l'origine du gouvernement français, où l'on examine ce qui est resté en France, sous la première race de nos rois de la forme du gouvernement qui subsistait dans les Gaules sous la domination romaine, 1765
- Histoire de France depuis l'etablissement de la monarchie jusqu'au regne de Louis XIV, commencée par Paul François Velly en 1755, continuée par Claude Villaret de 1760 à 1767, puis par Jean-Jacques Garnier de 1767 à 1786, achevée par Antoine Étienne Fantin-Desodoards, 30 vol., 1755-1786
- Figures de l'histoire de France, dessinées par M. Moreau le jeune et gravées sous sa direction, avec le discours de M. l'abbé Garnier, 1785
- Éclaircissements sur le Collège royal de France, 1789
- "La vie de Jean Jacques GARNIER" , la Botellerie éditions auteur Jean Claude Jouvin : http://jouvinjc.over-blog.com/2015/12/actualite-de-la-semaine-50eme-2015.html